# Franz Thilo

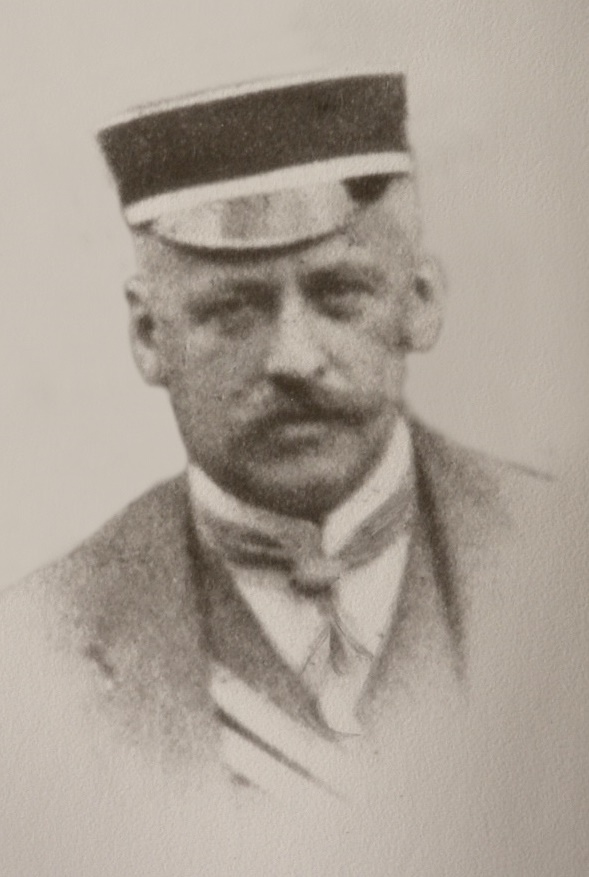
Franz Thilo

Franz Gustav Benedikt Thilo (* 15. Dezember 1863 in Trebnitz, Niederschlesien; † 2. Oktober 1941 in Neisse, Oberschlesien) war ein deutscher Verwaltungsjurist in Preußen.

## Leben
Geboren als Sohn des preußischen Juristen und Politikers Carl Gustav Thilo und der Elisa Thilo geb. Beyersdorf, studierte Franz Thilo an der Rheinischen Friedrich-Wilhelms-Universität Bonn und der Schlesischen Friedrich-Wilhelms-Universität Rechtswissenschaft. Er wurde Mitglied des Corps Palatia Bonn (1883, xxx, xx) und des Corps Borussia Breslau (1884, xxx). Nach dem Studium trat er in die innere Verwaltung des Königreichs Preußen. Als Regierungsassessor heiratete er 1893 Viktoria Stoebe. Von 1898 bis 1919 war er Landrat im Kreis Grottkau. Nach seinem Ausscheiden aus dem Staatsdienst war er Syndikus in Neiße. Franz Thilo gehört zu den neun Mitgliedern der Borussia Breslau, die Im NS-Jargon „Judenstämmlinge“ waren und deshalb in Abstimmung zur Umsetzung des nationalsozialistischen Arierparagraphen das Corps verließen, um den Weiterbestand des Corps zu sichern.

## Ehrungen
- Roter Adlerorden 4. Klasse
- Königlicher Kronen-Orden (Preußen) 3. Klasse
- Eisernes Kreuz am weißen Bande
- Rote Kreuz-Medaille (Preußen) 3. Klasse
- Verdienstkreuz für Kriegshilfe
- Geh. Regierungsrat